# Fred Singer
Pour les articles homonymes, voir Singer.
Siegfried Frederick Singer, dit Fred Singer, né le 7 septembre 1924 à Vienne (Autriche) et mort le 6 avril 2020 dans le Maryland, est un physicien et professeur émérite autrichien naturalisé américain. Il est connu pour son déni du réchauffement climatique d'origine anthropique et ses autres positions à l'opposé du consensus scientifique.

## Biographie
Ses études se focalisent sur l'atmosphère terrestre.
Il mène une carrière scientifique décrite comme « illustre » par le New York Times, avant de remettre en question des consensus scientifiques tels que l'origine anthropique du réchauffement climatique, les risques que le tabagisme passif pose sur la santé, et le rôle des halogénoalcanes dans la destruction de la couche d'ozone, entre autres.

### Chercheur et fonctionnaire
Fred Singer travaille sur les fusées utilisées pour le lancement de satellites. Il enseigne notamment à l'université du Maryland, l'université de Miami et celle de Virginie.
Il travaille pour plusieurs organismes gouvernementaux, parmi lesquels le National Weather Satellite Center (il en est le directeur de 1962 à 1964), le département de l'Intérieur (de 1967 à 1970), l'Environmental Protection Agency (de 1970 à 1971) et le Department of Transportation (de 1987 à 1989).

### Consultant pour l'industrie et contempteur de consensus scientifiques

#### Tabagisme passif
Fred Singer fonde le Science & Environmental Policy Project (SEPP) en 1990, rattaché au think tank conservateur Washington Institute for Values in Public Policy, financé par la secte Moon. Les historiens des sciences Naomi Oreskes et Erik M. Conway relatent qu'en 1993, il utilise le SEPP, en association avec le cabinet d'avocats APCO Associates mandaté par l'entreprise Philippe Morris, pour défendre l'industrie du tabac en jetant le soupçon sur la science. En 1994, il coécrit (avec Kent Jeffreys, un avocat lié au Cato Institute, au Competitive Enterprise Institute et au Parti républicain) un rapport financé par le Tobacco Institute (par le biais de l'Institut Alexis de Tocqueville) visant à discréditer une publication de l'Environmental Protection Agency synthétisant les connaissances scientifiques disponibles sur les risques sanitaires (risque accru de cancer) du tabagisme passif.

#### Réchauffement climatique
Il est considéré comme l'un des principaux climatosceptiques américains,. Les historiens des sciences Naomi Oreskes et Erik M. Conway le désignent comme l'un des principaux « marchands de doute » qui s'emploient aux États-Unis, des années 1980 à 2000, à semer le doute auprès du grand public quant à l'état du consensus scientifique sur plusieurs sujets (tabagisme passif, réchauffement climatique, etc.), y compris en cherchant à discréditer les scientifiques et la science.